# Cristina Fallarás Sánchez
Cristina Fallarás Sánchez   (Saragossa, 18 de març de 1968) és una escriptora i periodista aragonesa. Va estudiar ciències de la informació a la Universitat Autònoma de Barcelona. Ha exercit com a periodista a El Nacional, El Mundo, Cadena Ser, Radio Nacional de España, El Periódico de Catalunya, Antena3 Televisión, Cuatro Televisión, COM Radio i Radio Principado de Asturias. També va participar en el disseny de la redacció i el projecte periodístic del diari ADN, en què va treballar com a subdirectora. Va participar en el projecte periodístic del diari en línia Factual, va crear la redacció i va exercir com a subdirectora. Actualment dirigeix la pàgina de debat i llibres Sigueleyendo.es, treballa com a assessora en temes de comunicació en línia per al sector editorial i dels mitjans de comunicació. Ha publicat, entre altres llibres, les novel·les No acaba la noche (Planeta, 2006), Así murió el poeta Guadalupe (Alianza, 2009; aquesta novel·la va ser finalista del Premi internacional Dashiel Hammett de novel·la negra) i Las niñas perdidas (Roca Editorial, 2011; aquesta novel·la va guanyar el Premi L'H Confidencial de Novel·la Negra 2011).

## Defensa dels drets de les dones
Des de març de 2011 fins a juny de 2015 fou una de les autores de "Ellas", el blog del diari El Mundo sobre drets de les dones i igualtat.
Fallarás forma part del col·lectiu artístic fundat per Fernando Marías Amondo, anomenat Hijos de Mary Shelley. Amb ell va participar en les sessions d'homenatge a la pionera feminista Mary Wollstonecraft i en el llibre titulat Wollstonecraft. Hijas del horizonte, on també figuren altres importants escriptores com Espido Freire, Paloma Pedrero, Nuria Varela, Cristina Cerrada, Eva Díaz Riobello, María Zaragoza, Raquel Lanseros i Vanessa Montfort.

## Obra
- La otra Enciclopedia Catalana (Belacqua, 2002)
- Rupturas (Urano, 2003)
- No acaba la noche (Planeta, 2006)
- Así murió el poeta Guadalupe (Alianza, 2009)
- Las niñas perdidas, Roca Editorial, 2011
- Últimos días en el Puesto del Este, DVD ediciones, 2011
- Honrarás a tu padre y a tu madre, Anagrama, 2018
- Ahora contamos nosotras, Anagrama, 2019
- Posibilidad de un nido, Esto No Es Berlín, 2020
- El evangelio según María Magdalena, Penguin Random House, 2021

## Premis i reconeixements
- El 2011 va rebre el Premio Internacional de Novela Corta Ciudad de Barbastro 2011 per la seva obra Estado de Sitio.[4]
- El 2018 va obtenir el Premi Bones Pràctiques de Comunicació no Sexista que atorga l'Associació de Dones Periodistes de Catalunya, per un activisme feminista a les xarxes.[5]

- El 2019 va rebre Premi de Periodisme feminista María Luz Morales.[6]
- El 2020, va rebre el Premi Menina del Ministeri d'Igualtat d'Espanya i la Delegació del Govern per a la Violència de Gènere en la categoria de conscienciació ciutadana, per la iniciativa "Cuéntalo".[7]